# Gianni Romme
Gianni Petrus Cornelis Romme (* 12. února 1973 Lage Zwaluwe, Severní Brabantsko) je bývalý nizozemský rychlobruslař.
Na začátku roku 1995 se zúčastnil prvního závodu Světového poháru, prvního mezinárodního úspěchu dosáhl na premiérovém ročníku Mistrovství světa na jednotlivých tratích 1996, kde získal zlatou (10 000 m) a bronzovou (5000 m) medaili. I v následujících letech (do roku 2000 včetně) získával na těchto dvou distancích na světových šampionátech cenné kovy (celkově sedm zlatých, dvě stříbrné a jedná bronzová medaile). V sezóně 1997/1998 zvítězil v celkovém hodnocení Světového poháru na dlouhých tratích. Na Zimních olympijských hrách 1998 vybojoval na pěti- i desetikilometrové trati zlaté medaile. V roce 1999 se poprvé zúčastnil Mistrovství Evropy (15. místo), o rok později při své první účasti vyhrál Mistrovství světa ve víceboji. V sezóně 1999/2000 rovněž dosáhl druhého celkového triumfu ve Světovém poháru na dlouhých tratích, který obhájil i v ročnících 2000/2001 a 2001/2002. Na Mistrovství světa na jednotlivých tratích 2001 získal v pětikilometrovém závodě bronz, ze zimní olympiády 2002 si přivezl stříbro z trati 10 000 m. Velkého úspěchu dosáhl v roce 2003, když vyhrál vícebojařský evropský i světový šampionát. Poslední velkou medaili vybojoval na MS 2004 v závodě na 5000 m, na Mistrovství Evropy byl toho roku čtvrtý. Na stejné příčce dobruslil v roce 2005 na trati 10 000 m na Mistrovství světa na jednotlivých tratích. Poslední závody absolvoval na podzim 2006.
V roce 2000 obdržel cenu Oscara Mathisena.